# Alekséi Ganski
Alekséi Pávlovich Ganski (en ruso: Алексей Павлович Ганский; también escrito como Hansky) (20 de julio de 1870, Odesa-11 de agosto de 1908, Simeiz) fue un astrónomo ruso.

## Biografía
Ganski se graduó en el Instituto y en la Universidad de Odesa. Realizó una investigación en astrofísica y astrofotografía durante varios años, con múltiples estancias en el Observatorio de Meudon y en el Observatorio Astrofísico de Potsdam, donde su principal interés estuvo centrado en la estructura y la actividad de la superficie solar. En particular, trabajó en la constante solar, gránulos solares y manchas solares.
Participó en varias expediciones científicas, observando desde Nueva Zembla el eclipse solar del 9 de agosto de 1896 y desde Alcocéber el eclipse solar del 30 de agosto de 1905. En 1901 participó en una expedición a Spitsbergen para realizar mediciones astronómico/geodésicas de la forma de la Tierra. En 1907 fue miembro de una expedición al Turquestán para observar el eclipse solar del 14 de enero de 1907, pero las condiciones climáticas desfavorables frustraron el propósito de la expedición. Para distintos experimentos y observaciones astrofotográficas, Ganski subió el Mont Blanc más de diez veces.
En 1905 se convirtió en astrónomo adjunto en el Observatorio de Púlkovo. A principios de 1908, aceptó un puesto en el Observatorio de Simeiz (fundado en el año 1900) y se trasladó allí en mayo de 1908. Después de embarcarse en un nuevo programa de investigación, murió en agosto de un ataque al corazón mientras practicaba la natación en el Mar Negro.

## Eponimia
- El asteroide 1118 Hanskya, descubierto en 1927, fue nombrado en su honor.
- El cráter lunar Ganskiy lleva este nombre en su memoria.